# Південний федеральний округ
Південний федеральний округ (рос. Ю́жный федера́льный о́круг) — один з восьми федеральних округів Росії. Утворений Указом президента Російської Федерації від 13 травня 2000, як Північно-Кавказький, але вже 21 червня того ж року, Указом № 1149, перейменований в Південний.
Населення — 13 910 179 осіб за переписом 2013 (15,78% від населення країни), площа — 420 876 км² (2,5% площі країни, без урахування окупованої території півострова Крим). Регіональний центр — місто Ростов-на-Дону. Найбільше місто — Краснодар. Поточний представник президента в регіоні — Володимир Устинов.
Указом Д. А. Медведєва від 19 січня 2010 з його складу виділено Північно-Кавказький федеральний округ.

## Географія

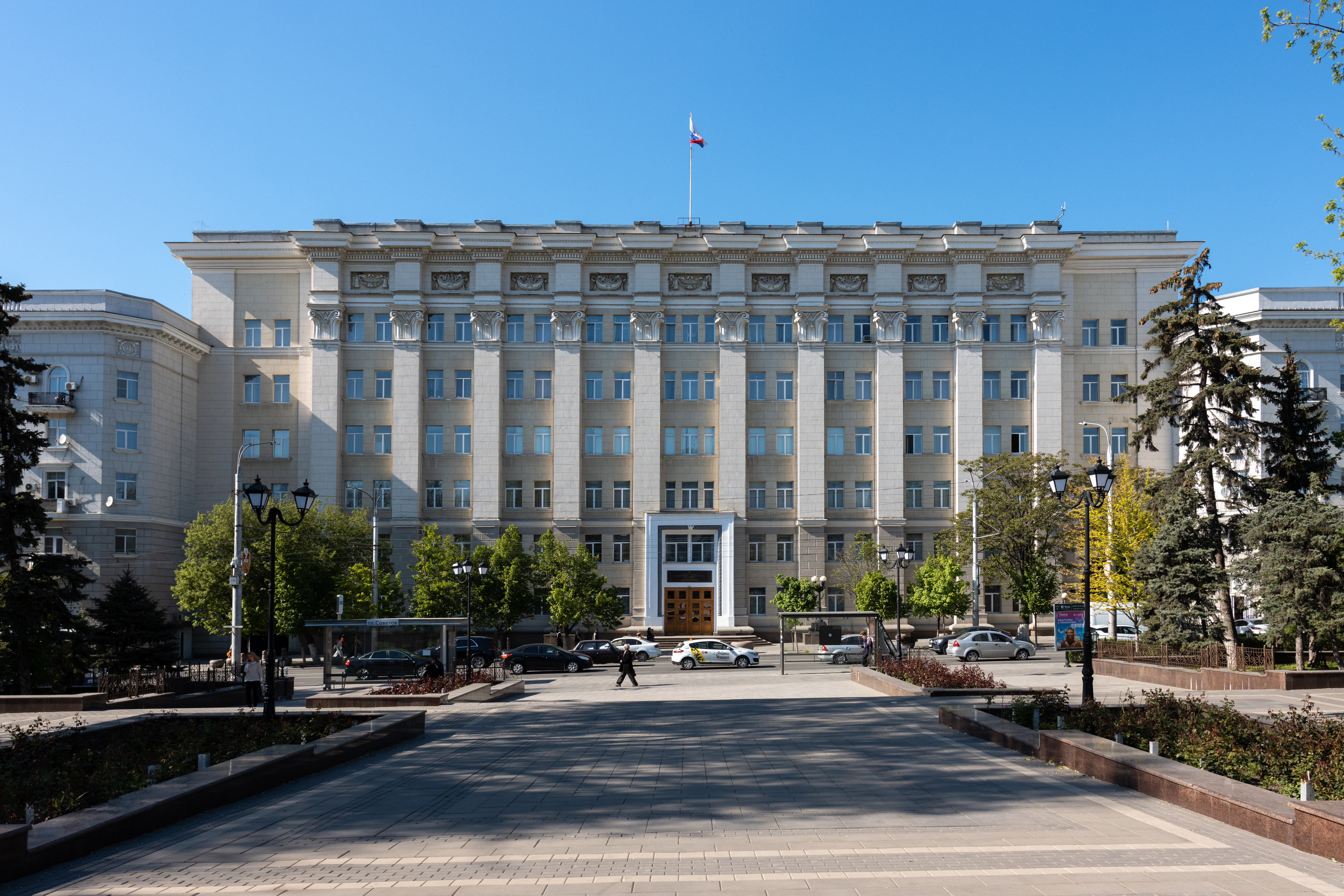
Представництво президента Росії в окрузі, розташоване в Ростові-на-Дону

На заході округ має з Україною сухопутні і водні кордони, на сході — з Казахстаном. На півдні межує з Абхазією (Грузія) та з  Північно-Кавказьким федеральним округом. На півночі — з Центральним і Приволзьким федеральними округами.
На сході федеральний округ обмежений Каспійським морем, на заході —  Азовським і Чорним морями.

## Склад округу
За російським законодавством до складу Південного федерального округу входять 8 регіонів — 3 республіки, 3 області, 1 край, 1 місто федерального значення:

### Федеральні суб'єкти з точки зору Росії
| Southern Federal District (prior to 2010 split) |        |                                         |                                |
| #                                               | Прапор | Федеральний суб'єкт                     | Столиця\адміністративний центр |
| 1                                               |        | Республіка Адигея                       | Майкоп                         |
| 2                                               |        | Астраханська область                    | Астрахань                      |
| 3                                               |        | Волгоградська область                   | Волгоград                      |
| 4                                               |        | Республіка Калмикія                     | Еліста                         |
| 5                                               |        | Краснодарський край                     | Краснодар                      |
| 6                                               |        | Ростовська область                      | Ростов-на-Дону                 |
| 7                                               |        | Республіка Крим                         | Сімферополь                    |
| 8                                               |        | Місто федерального значення Севастополь | Севастополь                    |

### Федеральні суб'єкти з точки зору України та більшості країн світу
| Southern Federal District (prior to 2010 split) |        |                       |                                |
| #                                               | Прапор | Федеральний суб'єкт   | Столиця\адміністративний центр |
| 1                                               |        | Республіка Адигея     | Майкоп                         |
| 2                                               |        | Астраханська область  | Астрахань                      |
| 3                                               |        | Волгоградська область | Волгоград                      |
| 7                                               |        | Республіка Калмикія   | Еліста                         |
| 9                                               |        | Краснодарський край   | Краснодар                      |
| 12                                              |        | Ростовська область    | Ростов-на-Дону                 |

На міжнародному рівні, Крим не визнаний територією Росії, а тому і не входить до Південного федерального округу.
28 липня 2016 року Президент Російської Федерації В.В. Путін ліквідував Кримський федеральний округ і включив Автономну Республіку Крим та місто Севастополь до складу ПФО РФ, що викликало обурення з боку керівництва України та інших держав.

### Населення і національний склад
У Південному федеральному окрузі проживає 13 910 179 (2013), що становить 9,7% населення Росії.
|          | 2002  | 2010   |
| росіяни  | 86,1% | 83,75% |
| вірмени  | 3,1%  | 3,19%  |
| українці | 2,4%  | 1,53%  |
| казахи   | 1,4%  | 1,48%  |
| калмики  | 1,2%  | 1,24%  |
| адиги    | 0,9%  | 0,87%  |
| білоруси | 0,5%  | 0,65%  |

| 1989       | 1990       | 1991       | 1992       | 1993       | 1994       | 1995       | 1996       | 1997       | 1998       | 1999       | 2000       | 2001       |
| ---------- | ---------- | ---------- | ---------- | ---------- | ---------- | ---------- | ---------- | ---------- | ---------- | ---------- | ---------- | ---------- |
| 20 536 000 | 20 696 993 | 21 017 753 | 21 367 353 | 21 656 228 | 21 904 616 | 22 283 505 | 22 455 216 | 22 562 841 | 22 650 342 | 22 719 026 | 22 742 546 | 22 761 875 |
| 2002       | 2003       | 2004       | 2005       | 2006       | 2007       | 2008       | 2009       | 2010       | 2011       | 2012       | 2013       |            |
| 22 907 141 | 22 891 859 | 22 849 961 | 22 820 849 | 22 790 246 | 22 777 247 | 22 835 216 | 22 901 524 | 13 854 334 | 13 851 364 | 13 884 044 | 13 910 179 |            |

### Представники президента
- Віктор Казанцев з 18 травня 2000 по 9 березня 2004
- Володимир Яковлєв з 9 березня 2004 по 13 вересня 2004
- Дмитро Козак з 13 вересня 2004 по 24 вересня 2007
- Григорій Рапота з 9 жовтня 2007 по 7 травня 2008
- Володимир Устинов з 14 травня 2008